# Кастель-ді-Казіо
Кастель-ді-Казіо (італ. Castel di Casio) — муніципалітет в Італії, у регіоні Емілія-Романья,  метрополійне місто Болонья.
Кастель-ді-Казіо розташований на відстані близько 280 км на північний захід від Рима, 45 км на південний захід від Болоньї.
Населення — 3445 осіб (2014).
Щорічний фестиваль відбувається 3 лютого. Покровитель — святий Власій.

## Демографія
Населення за роками:

Станом на 1 січня 2023 року в муніципалітеті офіційно проживало 248 іноземців з 34 країн, серед них 111 громадян країн Євросоюзу та 6 громадян України.

## Сусідні муніципалітети
- Камуньяно
- Гаджо-Монтано
- Гранальйоне
- Гриццана-Моранді
- Порретта-Терме
- Самбука-Пістоїєзе